# England First Party
L' England First Party (en anglais: Parti de l'Angleterre d'abord) était un parti d'extrême droite britannique créé en septembre 2003 par Mark Cotterill, scission du Parti national britannique (BNP) et dissout en juin 2012. Le parti était eurosceptique et ultranationaliste.